# Little Bampton
Little Bampton is een dorp in het Engelse graafschap Cumbria. De plaats maakt deel uit van de civil parish van Kirkbampton in het district Allerdale. Kirkbampton ligt ongeveer 3 km ten oosten van Little Bampton. Het marktstadje Wigton ligt 10 km ten zuiden van Little Bampton.
De Normandische koning Willem Rufus, een zoon van Willem de Veroveraar, veroverde Cumberland op de Schotten vier jaar na de voltooiing van het Domesday Book. Oudere bronnen ontbreken, maar in of kort na 1092 was Kirkbampton een van de vele bezittingen en de hoofdvestiging van de Angelsaksische ridder Hildred de Carlyle, die ook onder Willems opvolgens Hendrik I en Hendrik II diende. In het begin van de 13e eeuw verdeelden zijn kleinzoons de erfenis in een Great en een Little Bampton.
De nederzetting telde 190 inwoners in 1801, en 210 in 1851. In 1870 werden 172 inwoners en 37 huizen geteld. Little Bampton is nauwelijks aangetast door de moderne tijd, een deel van de bebouwing is 18e-eeuws en er is sinds de 19e eeuw niet veel bijgebouwd. Een laat 18e-eeuwe boerderij en schuur staan op de Britse monumentenlijst. Little Bampton heeft geen eigen kerk.